# Odontites vernus
Espèce
Statut de conservation UICN

 LC  : Préoccupation mineure
Odontites vernus, l'Odontite rouge (parfois appelé Euphraise rouge), est une plante herbacée de la famille des Orobanchaceae (anciennement, des Scrophulariaceae).

## Synonymes
- Bartsia verna (Bellardi) Rchb.f.[1],[2]

- Euphrasia odontites var. latifolia Coss. & Germ.[3], nom. superfl[2].

- Euphrasia odontites var. verna (Bellardi) Mérat[2],[4]

- Euphrasia verna Bellardi[5],[2]

- Odontites odontites subsp. vernus (Bellardi) Wettst.[6], nom invalide[2]

- Odontites ruber subsp. vernus (Bellardi) P.Fourn.[7],[2]

- Odontites ruber var. vernus (Bellardi) Coss. & Germ.[8],[2]

- Odontites rubra Pers.[9]

- Odontites serotina var. latifolius Pau[10], nom. superfl.[2]

- Odontites serotina subsp. verna (Bellardi) Hayek[11], nom. superfl.[2]

## Sous-espèces
- Odontites vernus subsp. serotinus
- Odontites vernus subsp. vernus